# Reinier Willem Petrus de Vries

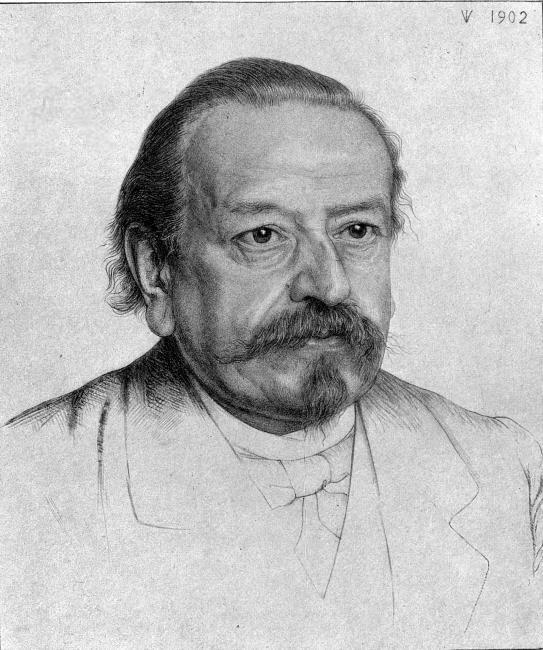
Portret van Reinier Willem Petrus de Vries

Reinier Willem Petrus de Vries  (Amsterdam, 1 mei 1841 – aldaar, 25 september 1919) was een uitgever, (antiquarisch) boekhandelaar, veilinghouder, boekhistoricus en bibliothecaris in Amsterdam.

## Leven en werk

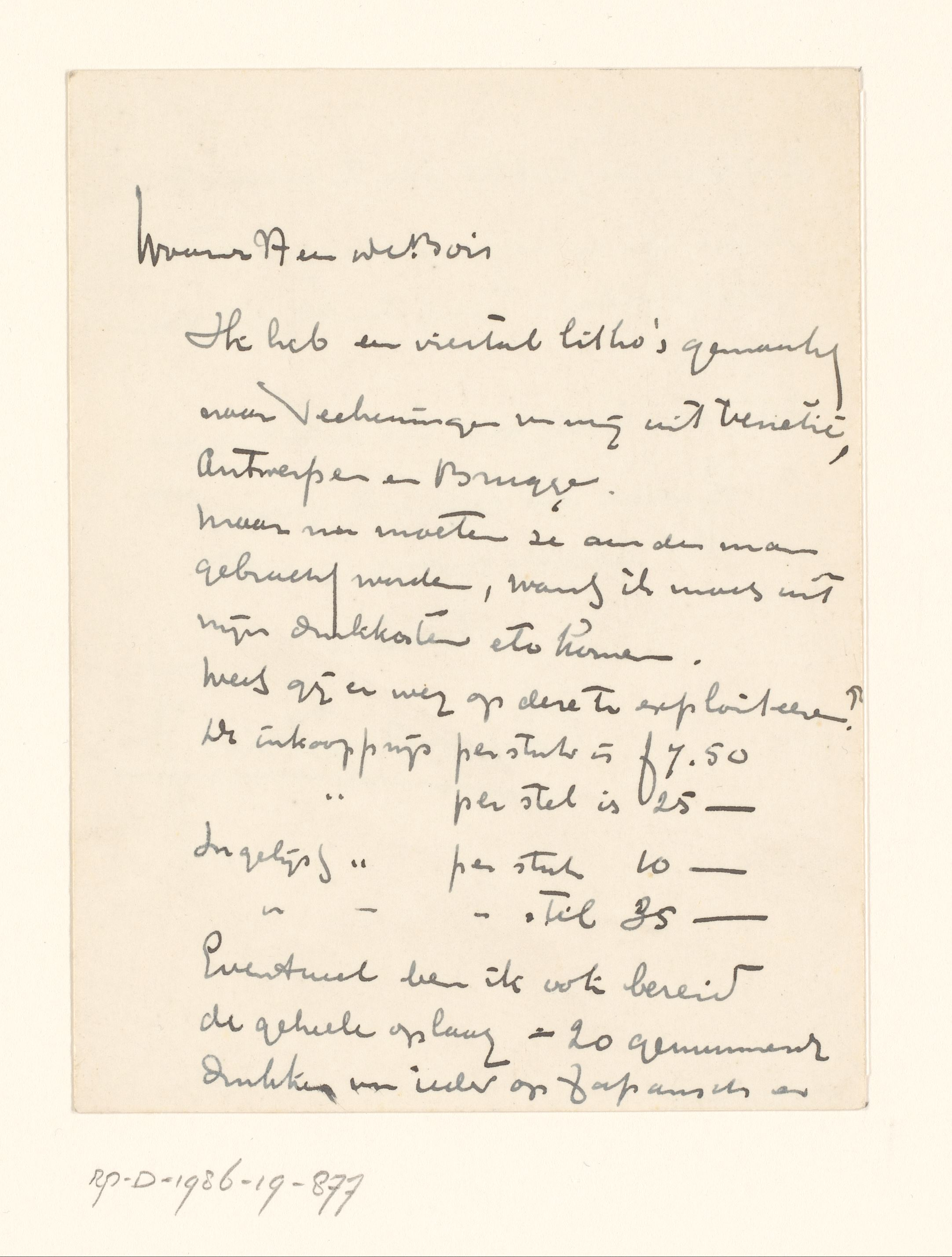
Handschrift van De Vries (brief aan J.H. de Bois)

R.W.P. de Vries is voor het boekenvak een belangrijke negentiende-eeuwer. Hij was een zoon van Jan de Vries (1789-1859) van Ten Brink en De Vries, een Amsterdamse boekhandel en uitgeverij. Nadat hij vanaf 1859 het vak geleerd had bij boekhandelaar H.A. Tjeenk Willink te Arnhem, sloot De Vries zich in 1862 bij de Amsterdams firma aan. Twee van zijn broers dreven de zaak.
In 1865 nam De Vries antiquariaat Weddepohl aan de Keizersgracht over. Hij werd in 1871 vennoot bij Ten Brink en De Vries en vanaf 1889 was hij enig eigenaar, in het vaderlijke huis in de Warmoesstraat, waar het veilen van boeken – maar ook kunst – de hoofdzaak werd. Hij handelde tevens onder de naam "firma R.W.P. de Vries".
Op 1 mei 1901 werd Ten Brink en De Vries verplaatst naar het Singel bij de Torensluis. Zijn zoon A.G.C. de Vries (1872-1936; grootvader van Hella Haasse) werd in 1899 vennoot en zijn jongste zoon Chr.H.G. de Vries (1880-1928) werd firmant in 1907. Na diens vertrek in 1926 bleef A.G.C. de Vries als enig firmant over. De laatste zette ook de activiteiten van firma R.W.P. de Vries voort. Een derde zoon, R.W.P. de Vries jr., werd kunstenaar en boekbandontwerper.
De Vries was ook partner geworden bij de firma Schleijer, De Vries & Kraay, welke zich aanvankelijk alleen met (boeken)veilingen bezighield, maar hij voegde zijn antiquariaat eraan toe. Als bibliothecaris was hij voorts circa dertig jaar verbonden aan de bibliotheek van de Vereeniging tot bevordering van de belangen des Boekhandels.
In 1885 stelde hij met hulp van Louis David Petit en Martinus Nijhoff daarvoor een nieuwe catalogus samen. Ook bracht hij met Frederik Muller de catalogi der Nederlandse boekveilingen op een in hun soort hoog wetenschappelijk peil.
- Biografisch Portaal: 22713429
- Digitale Bibliotheek voor de Nederlandse Letteren: vrie045
- Gemeinsame Normdatei: 1055147403
- International Standard Name Identifier: 0000 0003 9118 9242
- Library of Congress Control Number: no2020048818
- Nederlandse Thesaurus van Auteursnamen: 074299891
- RKD-Nederlands Instituut voor Kunstgeschiedenis: 432165
- Virtual International Authority File: 284938993